# Hudson Hyure
Hudson Hyure do Carmo Januário (Campo Grande, 5 de outubro de 1996) é um futebolista paralímpico brasileiro, que se posiciona como meio-campista.
Atualmente atua na seleção brasileira de futebol de 7, exclusiva a deficientes intelectuais, na qual representou seu país nos Jogos Olímpicos de Verão de 2016, no Rio de Janeiro.